# 5129 Groom
5129 Groom eller 1989 GN är en asteroid i huvudbältet som upptäcktes 7 april 1989 av den amerikanske astronomen Eleanor F. Helin vid Palomar-observatoriet. Den är uppkallad efter Steven L. Groom.
Asteroiden har en diameter på ungefär 7 kilometer.